# Verwaltungsgliederung Nicaraguas
Die Verwaltungsgliederung Nicaraguas ist die administrative Aufteilung des Staatsgebietes von Nicaragua in 15 Verwaltungsbezirke (Departamentos) und zwei autonome Regionen (Regiones Autónomas). Jede dieser Abteilungen besteht aus einem oder mehreren Municipios, sodass es im ganzen Land insgesamt 153 dieser Einheiten gibt.

## Departamentos und autonome Regionen

Departamentos in Nicaragua

Die Departamentos Nicaraguas sind in drei Regionen eingeteilt, die sich durch ihre geografische Lage unterscheiden: den Pazifik, das Zentrum und die Karibik.
Die Pazifikregion besteht aus sieben Departamentos (Carazo, Chinandega, Granada, León, Managua, Masaya und Rivas) und sie bilden das fruchtbarste Land des Landes. Ebenso begünstigt das Vorhandensein großer Seen ihre Bewohnbarkeit.
Die Zentralregion umfasst acht Departamentos (Boaco, Chontales, Estelí, Jinotega, Río San Juan, Madriz, Matagalpa und Nueva Segovia), die in Berggebieten liegen, wo die längsten Flüsse des Landes entspringen.
Die Karibikregion besteht aus den beiden autonomen Regionen Región Autónoma de la Costa Caribe Norte und Región Autónoma de la Costa Caribe Sur, die an der Miskitoküste liegen. Beide bildeten von 1894 bis 1986 das sehr große Departamento Zelaya, das von der sandinistischen Regierung aufgelöst wurde, um den ethnischen Gruppen in diesem Teil des Landes mehr Autonomie zu geben.

## Municipios

Municipios in Nicaragua

Nicaragua umfasst insgesamt 153 Municipios, die von einem Gemeinderat regiert werden, dessen Vertreter der Bürgermeister der Bevölkerung ist. Das kleinste Municipio ist Dolores mit einer Fläche von 2620 km²; Das größte Municipio ist Waspán mit einer Fläche von 9342 km².